# Capitólio Estadual do Nebraska
O Capitólio Estadual do Nebraska (em inglês: Nebraska State Capitol) é a sede do governo do estado do Nebraska. Localizado na capital, Lincoln, foi incluído no Registro Nacional de Lugares Históricos em 16 de outubro de 1970, e declarado Marco Histórico Nacional em 7 de janeiro de 1976.